# Abraham Schlomer
Abraham Schlomer (geboren 1810 in Lübeck-Moisling; gestorben 13. Oktober 1883 in Hamburg) war ein deutscher Kaufmann und Abgeordneter.

## Leben
Abraham Schlomer stammte aus einer orthodoxen jüdischen Familie, die im 18. Jahrhundert aus Böhmen nach Moisling gekommen war.
Schlomer wurde ein erfolgreicher Pferde- und Viehhändler. So verkaufte er allein beim Hamburger Pferdemarkt 1865 70 Pferde. Zugleich war er Ältester der Jüdischen Gemeinde in Moisling. Seit 1835 war er verheiratet mit Reichel, geb. Prenzlau (gestorben 24. April 1894). Das Paar hatte elf Kinder, sieben Söhne und vier Töchter. Das Haus der Familie, im Zentrum Moislings gelegen, war der Mittelpunkt des Gemeindelebens. 1848 nahm er Schlomer als dauerhaften Familiennamen an. Im April 1848 wurde er zu einem der vier Moislinger Wahlmänner zur Wahl des Lübecker Abgeordneten zur Frankfurter Nationalversammlung gewählt. Damit nahm erstmals ein Mitglied der jüdischen Gemeinde gleichberechtigt an der politischen Meinungsfindung im Stadtstaat Lübeck teil.
Ab 1863 gehörte Schlomer der Lübecker Bürgerschaft an. Die Familie Schlomer gehörte zu den wenigen bessergestellten jüdischen Familien, die nach der Gewährung der Freizügigkeit nicht in die Stadt gezogen waren, sondern in Moisling blieben. Anfang 1871 zog er jedoch mit seiner Familie nach Hamburg in die Eimsbütteler Straße. Mit seinem Wegzug endete das jüdische öffentliche religiöse Leben in Moisling. Der Rabbiner Salomon Carlebach berichtet darüber:

„Schlomer war nicht blos der reichste und angesehendste Mann in der Gemeinde, Mitglied der Bürgerschaft, u. dgl., sondern auch ein aufrichtig religiöser Jude, der ein über das Gewöhnliche hinausgehendes religiöses Wissen besaß. Er hatte bisher stets dafür gesorgt, daß an Sabbat- und Festtagen öffentlicher Gottesdienst in Moisling stattfand, und wenn der alte Mendel Levy oder Lehrer Blumenthal, welche draußen das Vorbeteramt zu versehen hatten, ausblieben, so übernahm Schlomer nicht nur das Vorbeten, sondern auch das Vorlesen aus der Thora. Am Sabbat vor seinem Fortzuge predigte ich noch einmal in der Synagoge zu Moisling. Es war der letzte Gottesdienst, der dort stattfand, und mit dem Tage, da Schlomer Moisling verließ, endete das Dasein der moislinger jüdischen Gemeinde, und die Synagoge blieb fortan verwaist.“

Die Moislinger Synagoge wurde noch 1871 abgebrochen. Schlomer blieb sein Leben lang Mitglied der Lübecker Gemeinde. Sein Wunsch, auf dem Jüdischen Friedhof in Moisling beerdigt zu werden, konnte durch den Umstand, dass er kurz vor der Festzeit verstorben war, nicht erfüllt werden. Seine Hinterbliebenen erwarben eine Familiengrabstätte auf dem Grindelfriedhof, wo 1894 auch seine Frau begraben wurde. Bei der Auflösung des Grindelfriedhofs wurden beide 1937 auf den Jüdischen Friedhof Ohlsdorf umgebettet.
Für seinen im Konzentrationslager Theresienstadt umgekommenen Sohn Salomon Siegmund Schlomer (1853–1942) gibt es in Hamburg zwei Stolpersteine an der Trostbrücke und am Neuen Pferdemarkt. Ignaz Schlomer war sein Großneffe.